# Moacyr Brondi Daiuto
Moacyr Brondi Daiuto (Altinópolis, 19 luglio 1915 – San Paolo, 29 luglio 1995) è stato un allenatore di pallacanestro brasiliano.

## Carriera
Alla guida del Brasile ha vinto la medaglia di bronzo ai Giochi olimpici del 1948.